# Райхель-Долматофф, Херардо
Херардо Райхель Долматофф (исп. Gerardo Reichel Dolmatoff; 6 марта 1912, Зальцбург — 16 мая 1994, Богота) — колумбийский антрополог и археолог австрийского происхождения.

## Биография
Эмигрировал в Колумбию в конце 1930-х гг. и вскоре вошёл в состав группы, где наряду с ним этнографическими исследованиями индейских народов занимались и другие европейские этнологи, бежавшие от нацизма — Поль Риве, Юстус Шоттелиус и др. Во время войны вместе с Риве Райхель-Долматофф создал на территории Колумбии ячейку «Свободной Франции». Его супруга с 1943 г., Алисия Дюссан, также была антропологом.
Получил известность и как полевой исследователь, и как университетский профессор. В 1945 г. основал в г. Санта-Марта Этнологический институт Магдалены, а в 1964 г. — первый факультет антропологии в Колумбии. В 1964 г. по его инициативе стартовала программа по антропологии для студентов Андского университета в Колумбии.
Основатель и первый директор Департамента антропологии Андского университета. Также был приглашённым лектором и исследователем в Кембриджском университете и в Калифорнийском университете.
Иностранный член Национальной академии наук США (1976). Один из основателей Всемирной академии наук.
Автор сотен статей для научных журналов.
В 1992 году подписал «Предупреждение человечеству».

## Избранные сочинения
- Los Kogi: Una tribu indígena de la Sierra Nevada de Santa Marta (Bogotá: Iqueima, 1951; segunda edición Procultura, 1985)
- Investigaciones Arqueologicas en el departamento del Magdalena: Arqueologia del rio Ranchería, Arqueologia del rio Cesar,  (Bogotá: Ministerio de Educacion Nacional, 1951)
- Datos historico-culturales sobre las tibus de la antigua provincia de Cartagena, (Imprenta del Banco de la Republica, 1951)
- Diario de Viaje de P. Joseph Palacios de la Vega entre los indios y negros de la provinci de Cartagena — 1787 (Ministerio de Educacion Nacional, 1955)
- The People of Aritama: The Cultural Personality of a Colombian Mestizo Village (Chicago: University of Chicago Press, 1961), en coautoría con Alicia Dussan Maldonado;
- Colombia: Ancient Peoples and Places (Londres: Thames and Hudson, 1965)
- Desana: simbolismo de los indios tukanod del Baupés (Bogotá: Universidad de los Andes, 1968)
- Amazonian Cosmos: the sexual and Religious Symbolism of the Tukano Indias (Chicago: University of Chicago Press., 1970)
- San Agustin: Culture of Colombia,  (Londres: Thames & Hudson, Nueva York, Praeger Publishers, 1972)
- The Shaman and the Jaguar: a Study of Narcotic Drugs among the Indias of Colombia (Philadelphia, Temple University Press, 1975)
- Contribuciones a la estratigrafia cerámica de San Agustin, Colombia (Bogotá, Imprenta Banco Popular, 1975)
- Beyond the Nilky way, the Hallucinatory Imagery of the tukano Indias (Los Angeles, University of California, 1978)
- Estudios Antropologicos (Bogotá, Colcultura, 1977)
- Manual de Historia de Colombia: Director Jaime Jaramillo Uribe, Colombia Indigena Periodo Prehispanica (Bogotá: Procultura S. A. tmeditores, 1984 Tercera Edicion)
- Monsú: Un sitio arqueológico de la etapa formativa temprana (Bogotá: Biblioteca Banco Popular, 1985)
- Desana: Simbolismo de los indios Tukano del Vaupés (Bogotá: Procultura, 1986) ISBN 958-9043-16-X